# Дэн Шичан
Дэ́н Шича́н (кит. трад. 鄧世昌, упр. 邓世昌, пиньинь Dèng Shìchāng, 4 октября 1849 — 17 сентября 1894) — китайский морской офицер конца эпохи империи Цин, национальный герой Китая.

## Биография
Родился в уезде Паньюй провинции Гуандун, в семье богатого торговца чаем. Имя, данное при рождении — Юнча́н (кит. 永昌), взрослое имя — Чжэнци́н (кит. трад. 正卿, пиньинь Zhèngqīng).
Дэн Шичан принадлежал к первому поколению офицеров Китая, обучавшихся по европейской системе, поступив в составе первого набора курсантов в 1867 году на отделение судовождения во вновь образованное военно-морское училище в Мавэй близ Фучжоу (провинция Фуцзянь), где и проучился до 1871 года.
С 1871 по 1874 годы проходил плавпрактику на учебном корабле «Цзяньвэй» (кит. 建威). По окончании плавпрактики был отмечен уполномоченным по развитию ВМС империи Цин Шэнь Баочжэнем (沈葆桢, 1820—1879) и назначен помощником командира транспорта «Чэньхан» (кит. 琛航) Фучжоуской эскадры.
В 1875 году был переведён командиром на канонерскую лодку «Хайдунъюнь» (кит. 海东云). В связи с опасностью повторения агрессивных действий со стороны Японии, организовавшей в 1874 году неудачную военную экспедицию на Тайвань, был направлен на острова Пэнху для охраны архипелага, а также патрулирования в районе Цзилуна. За выполнение поставленной задачи был произведён в звание цяньцзун (кит. 千总).
В 1878 году назначен командиром канонерской лодки «Чэньвэй» (кит. 振威).
В 1880 году был переведён в Бэйянский флот, где первоначально командовал малым посыльным судном «Фэйтин» (кит. 飞霆). Затем был назначен командиром «рэнделловской» канонерки «Чжэньнань». Патрулируя Бохайский залив, посадил канонерку на мель у острова Далудао, за что в качестве наказания был лишён внешних знаков различия. Поскольку канлодку удалось снять с мели без больших повреждений, наказание не было долгим. В том же году Дэн Шичан был откомандирован в Великобританию для наблюдения за строительством кораблей для китайского флота, а также приёмки крейсера «Янвэй» (кит. 揚威) и его перегона в Китай. По возвращении из Великобритании в течение нескольких лет командовал крейсером «Янвэй». За перегон крейсера из Англии в Китай был удостоен почётного титула Боюн-батур (кит. 勃勇巴图鲁).
В 1887 году вновь был откомандирован в Великобританию для приёмки и перегона крейсера «Чжиюань». После возвращения в Китай был утверждён в должности командира крейсера «Чжиюань», стал начальником отряда крейсеров Бэйянского флота. В 1888 году участвовал в походе на Тайвань для подавления восстания местных племён. Во время похода Дэн Шичан произвёл ряд бомбардировок населённых пунктов, обороняемых аборигенами.
В том же 1888 году Дэн Шичан был назначен командиром центрального дивизиона Бэйянского флота. Фактически, это была должность третьего заместителя командующего флотом — после Лю Бучаня (командир флагманского броненосца «Динъюань», возглавлявший левое крыло флота) и Линь Тайцэна (командир броненосца «Чжэньюань», возглавлявший правое крыло флота).
В 1891 году в качестве почётного конвоя участвовал на своём крейсере во встрече наследника престола Российской империи будущего императора Николая II, после чего принял участие в первом императорском смотре ВМС империи Цин, а также совершил визит в Японию.
Дэн Шичан, получивший хорошее образование, несколько раз бывавший в Великобритании и имевший опыт дальних океанских плаваний, был одним из наиболее перспективных офицеров ВМС Китая перед японо-китайской войной 1894—1895 годов. В 1891 году, после первого смотра ВМС Китая за заслуги в деле развития ВМС был отмечен Ли Хунчжаном и удостоен почётного титула Гэрса-батур (кит. 葛尔萨巴图鲁). Однако тот факт, что он был выходцем из провинции Гуандун, сильно осложнял его дальнейшее продвижение по служебной лестнице — командующий Бэйянским флотом тиду Дин Жучан опирался на т. н. «клику Минь» — морских офицеров, происходивших из провинции Фуцзянь. В частности, к «клике Минь» принадлежал командир флагманского броненосца «Динъюань» Лю Бучань, по совместительству являвшийся заместителем Дин Жучана. В некоторых китайских статьях по теме создания Бэйянского флота утверждается, что Дин Жучан и Дэн Шичан находились в натянутых отношениях и доходило даже до того, что Дин Жучан отказывал Дэн Шичану в предоставлении служебной квартиры, после чего Дэн Шичан был вынужден нанимать жильё частным образом. Однако сохранившимися документами эта версия не подтверждается. В китайском художественном фильме «Смута года цзя-у» («Цзяу фэнъюнь», 1962), посвящённом Дэн Шичану, отношения Дэн Шичана и Дин Жучана представлены как отношения между учителем (Дин Жучан) и учеником (Дэн Шичан), и искренняя дружба.

## Участие в японо-китайской войне 1894—1895 годов
Узнав о начале войны с Японией, Дэн Шичан выступал за немедленное начало активных действий на море, предлагал вывести в море крейсера для перехвата японских конвоев с войсками, следующих в Корею, однако из Цзунли ямэнь (МИД имп. Цин) поступил приказ, запрещающий выход в море и операции вне территориальных вод Китая.
17 сентября 1894 года Дэн Шичан погиб вместе со своим кораблём в морском сражении при Ялу, пытаясь протаранить крейсер «Ёсино» после того, как закончился боекомплект.
Из всего экипажа спаслось только 7 человек. Согласно распространённой легенде, Дэн Шичан отказался покинуть капитанский мостик и погиб в волнах, держась за поручень и гладя свою собаку, сопровождавшую его во всех походах. По другой версии, после взрыва Дэн Шичан оказался в воде и пёс попытался спасти хозяина, но оба были затянуты в водоворот, образовавшийся при уходе корпуса корабля под воду. По третьей версии, высказанной автором «Цин ши гао» Чжао Эрсюнем, он отказался спасаться, скинув спасательный круг. 
В наши дни китайскими водолазами было произведено обследование остатков крейсера «Чжиюань». После освидетельствования было признано, что причиной гибели корабля стало попадание крупнокалиберного снаряда в снаряжённый подводный торпедный аппарат.

## Увековечение памяти героя
После смерти Дэн Шичан был удостоен почётного титула Чжуанцзе (кит. 壮节, «Мужественный и чистый душой»). На родине Дэн Шичана в 1895 году был сооружён поминальный храм, на базе которого в наши дни развёрнут музей.
Введённый в строй в 1996 году учебный вертолётоносный корабль Военно-морского флота КНР был назван «Шичан» в честь адмирала.
С 2002 года одна из средних школ Гуанчжоу носит имя Дэн Шичана.

## Оценка деятельности
Несмотря на то, что Дэн Шичана превозносят как талантливого флотоводца, исторических оснований для этого нет. За свою деятельность Дэн Шичан принял участие всего в одном морском сражении, во время которого оказался не на высоте — как один из заместителей командующего Бэйянским флотом, он был обязан принять командование на себя в случае, если Дин Жучан по каким-то причинам не смог бы руководить боем.
В начале сражения японским снарядом был разбит боевой марс броненосца «Динъюань» и перебиты все сигнальщики, Дин Жучан получил несколько ранений. Управление боем с «Динъюаня» стало невозможным. Второй флагман — командир броненосца «Чжэньюань» Линь Тайцэн — также не проявил инициативы и не взял командования на себя.
Согласно версии, изложенной в «Цин ши гао», командование эскадрой принял Дэн Шичан. Однако согласно исследованиям китайского историка Чэн Юэ, крейсер «Чжиюань» погиб в разгар боя — в 15:50, подвергшись сосредоточенному обстрелу с кораблей «Летучего отряда» адмирала Цубои Кодзо, а командование цинской эскадрой принял около 17:00 командир однотипного крейсера «Цзинъюань» Е Цзугуй, до этого вынужденный бороться с многочисленными пожарами на своём корабле. Действия Е Цзугуя сразу же сказались на качестве управления цинской эскадрой — подчиняясь командам с «Цзинъюань», эскадра выстроилась в кильватерную колонну и направилась в Люйшунь. 
Таким образом, в течение боя Дэн Шичан проявил себя как несомненно храбрый и преданный своей родине офицер, но не более того. Высочайшая оценка, данная его действиям императором Гуансюем, была направлена на поддержание морального духа цинских моряков. Кампания 1909—1911 годов по реабилитации участников войны 1894—1895 годов и прославления её героев закрепила в сознании китайского народа образ «рыцаря без страха и упрека».
Образ Дэн Шичана был использован для повышения боевого духа китайских моряков и в войне 1937—1945 годов. Например, в 1939 году один из китайских торпедных катеров получил название «Шичан» в честь Дэн Шичана.